# Bartoszyce
Bartoszyce (německy Bartenstein) jsou město v severozápadním Polsku ve Varmijsko-mazurském vojvodství, sídlo okresu Bartoszyce, ležící poblíž hranic s ruskou Kaliningradskou oblastí. V roce 2024 zde žilo 23 614 obyvatel.

## Historie
První zmínky o městě se datují kolem roku 1240, kdy němečtí rytíři (přesněji německý mnišský řád) postavili v místě města hrad na levém břehu řeky Łyny na hranici mezi staropruskými regiony Natangia a Bartia. Hrad byl součástí okresu Balga. Nejprve hrad a osada kolem sestávala z kamenných domů, později bylo vše přestavěno z cihel. Během povstání začínajícího v roce 1260 byl hrad čtyři roky obléhán Starými Prusy, a v roce 1264 byl zničen. Řád jej krátce nato znovu postavil, ale v roce 1273 byl obléhán jinou pobaltskou skupinou, Sudovci. Po staropruských povstáních hrad zanikl. Během 14. a 15. století hrad spravoval Komtur (správce) z Balgy.

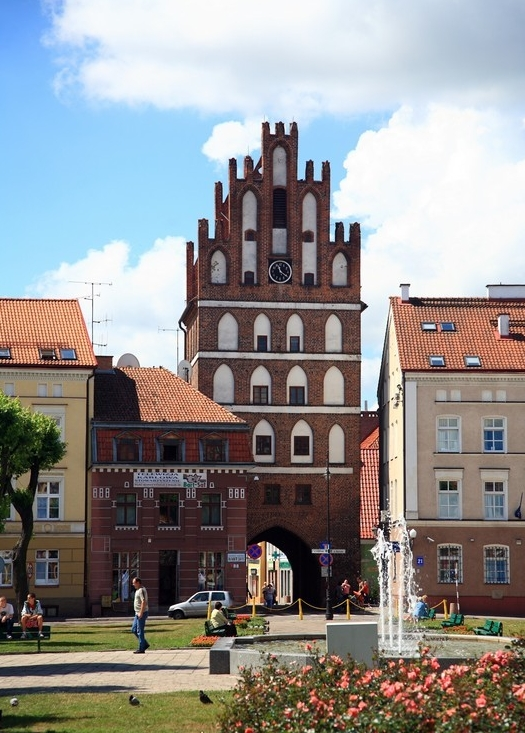
Lidžbarská brána v centru města

V roce 1440 se město připojilo k protigermánské pruské konfederaci, na jejíž žádost polský král Kazimír IV. Jagellonský v roce 1454 přičlenil region a město k Polskému království.  Na začátku následující třináctileté války byl germánský hrad byl zničen a poté nebyl obnoven. Obyvatelé Bartoszyc se však v roce 1460 smířili s Řádem německých rytířů. Po mírové smlouvě podepsané v Toruni v roce 1466 se město stalo součástí Polska jako léno v držení státu Řádu německých rytířů. Pro stabilizaci řádové finanční situace prodal řád roku 1469 zřícený zámecký dvůr a louky Wendu von Eulenburgovi.
Sekularizací pruských území Řádu německých rytířů v roce 1525 se město stalo součástí Pruského vévodství, založeného se souhlasem polského krále Zikmunda I. Starého jako vazalský stát polské koruny. Město konvertovalo k protestantismu ve stejném roce během protestantské reformace. Bartoszyce se staly součástí sekulárního Pruského království v roce 1701 a Pruské provincie Východního Pruska v roce 1773. Během napoleonských válek podepsalo Prusko a Ruská říše ve městě dne 26. dubna 1807 spojeneckou smlouvu.
V roce 1868 městem vedla železniční trať Ełk –Bartoscyze, díky které došlo k založení průmyslových odvětví, včetně slévárny železa, továrny na stroje a továrny na vlaky. Město je v této době také známé pro jeho obchod s dubovým dřevem. Bartoszyce, posádkové město pro pruskou armádu, bylo chvílí též sídlem okresního soudu. Protože se v průběhu 19. století stalo největším městem oblasti, bylo v roce 1902 jmenováno hlavním městem okresu.
V lednu 1945 během druhé světové války bylo město z 50 % zničeno v bojích mezi německými silami a sovětskou Rudou armádou. V důsledku změn hranic vyhlášených na Postupimské konferenci (červenec–srpen 1945) bylo město a oblast přiděleno Polsku, i když se sovětským komunistickým režimem, který zůstal u moci až do pádu komunismu v 80. letech. Zbývající němečtí obyvatelé, kteří přežili, byli buď evakuováni, nebo později vyhnáni a město bylo znovuosídleno Poláky.
V rámci represí proti katolické církvi vytvořili komunisté v Bartoszycích speciální vojenskou jednotku, do které násilně odváděli studenty teologických seminářů. Vojenskou službu zde kupř. v letech 1966–1968 vykonával budoucí kněz Jerzy Popiełuszko. Inicioval odpor, za který byl opakovaně trestán, což ovlivnilo jeho zdraví na celý život. V Bartoszycích nyní stojí jeho pomník.
Bartoszyce se v letech 1946 až 1998 administrativně nacházely v tehdejším Olštýnském vojvodství. Součástí Varmijsko-mazurského vojvodství se staly v roce 1999.

## Doprava

#### Silniční doprava
Bartoszyce leží na jedné z důležitětých silničních tras – státní silnici č. 51 vedoucí k hraničnímu přechodu s Ruskem. Je hlavní komunikační osou města o délce 3,3 km. Významnými komunikační trasami procházející městem jsou také zemské silnice č. 512 ze Szczurkówa do Pieniężny a č. 592 z Giżycka a Kętrzyna.
V současné době probíhají sociální a ekologické konzultace k výběru varianty obchvatu města směrem k hraničnímu přechodu po silnici č. 51 v délce cca 10 km spolu se silničním mostem přes Łynu. Obchvat bude navržen tak, aby odlehčil centru města tím, že na něj nasměruje dopravu z trasy Olsztyn – Kaliningrad.

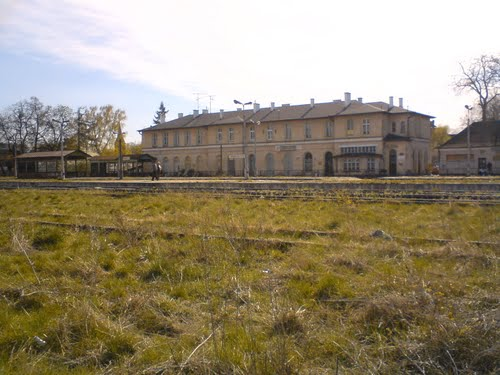
Železniční stanice

#### Železniční doprava
První vlak přijel do stanice Bartoszyce v roce 1866 a od tohoto okamžiku se síť železničních spojů rozšířila. Bartoszyce měly přímé osobní a nákladní železniční spojení s ostatními městy v Polsku a s Ruskem přes nedaleký železniční hraniční přechod v Głomnu. Do Głomna vede speciální dvoukolejná trať, upravená pro obsluhu polských železnic, a širokorozchodná trať pro ruské železnice.
Od 1. července 2002 PKP z důvodu nerentabilnosti trasy přerušila poslední osobní spoje mezi Bartoszycemi a Korsze a od tohoto dne Bartoszyce nemají žádné osobní železniční spoje. V případě potřeby jezdí nákladní vlaky z nádraží Bartoszyce.
V roce 2019 byl na regionálním sněmu Varmijsko-mazurského vojvodství předložen projekt výstavby železniční trati z Bartoszyc do Lidzbarku Warmińského, který má umožnit vytvoření přímého železničního spojení do Olsztyna.

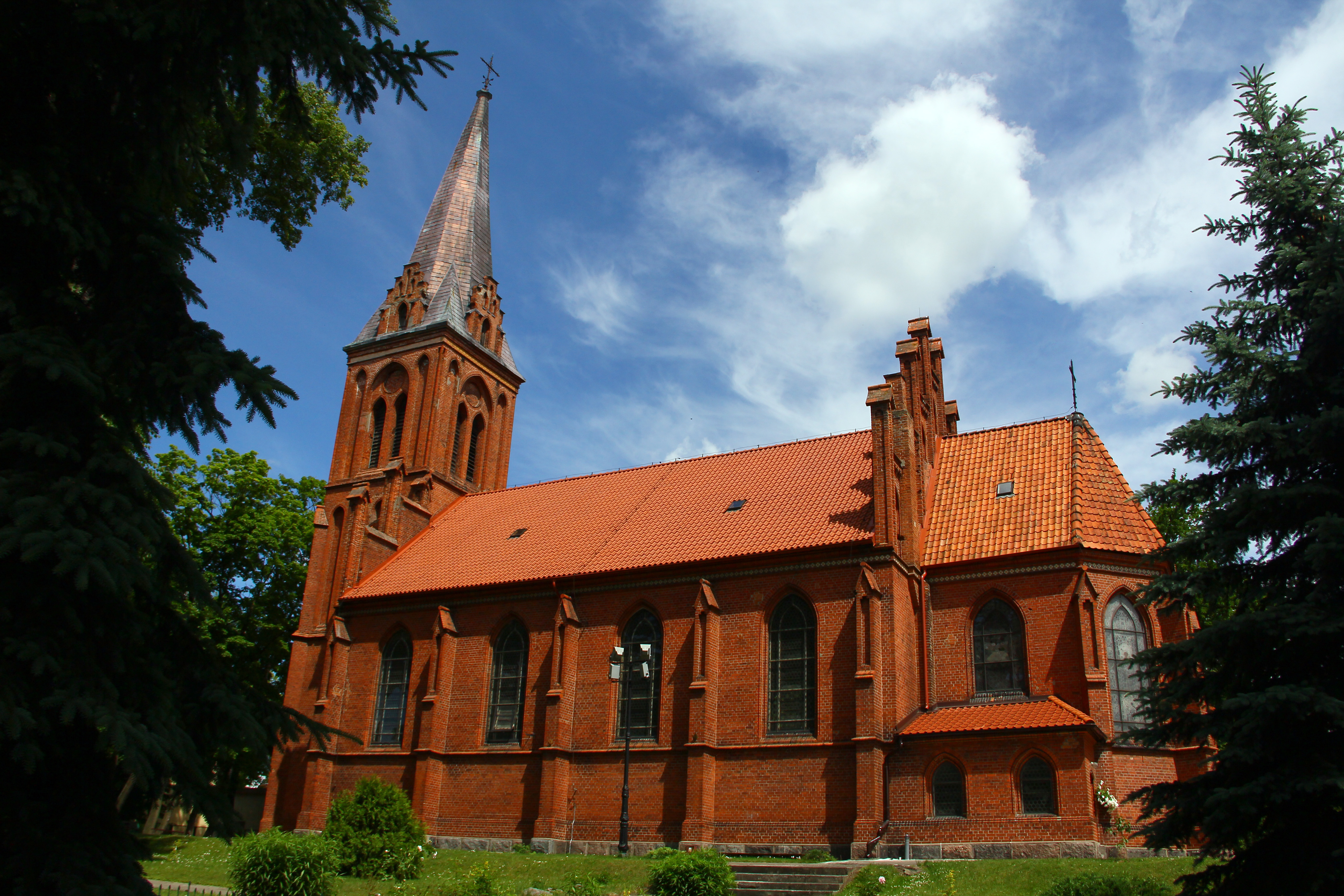
Kostel sv. Bruna

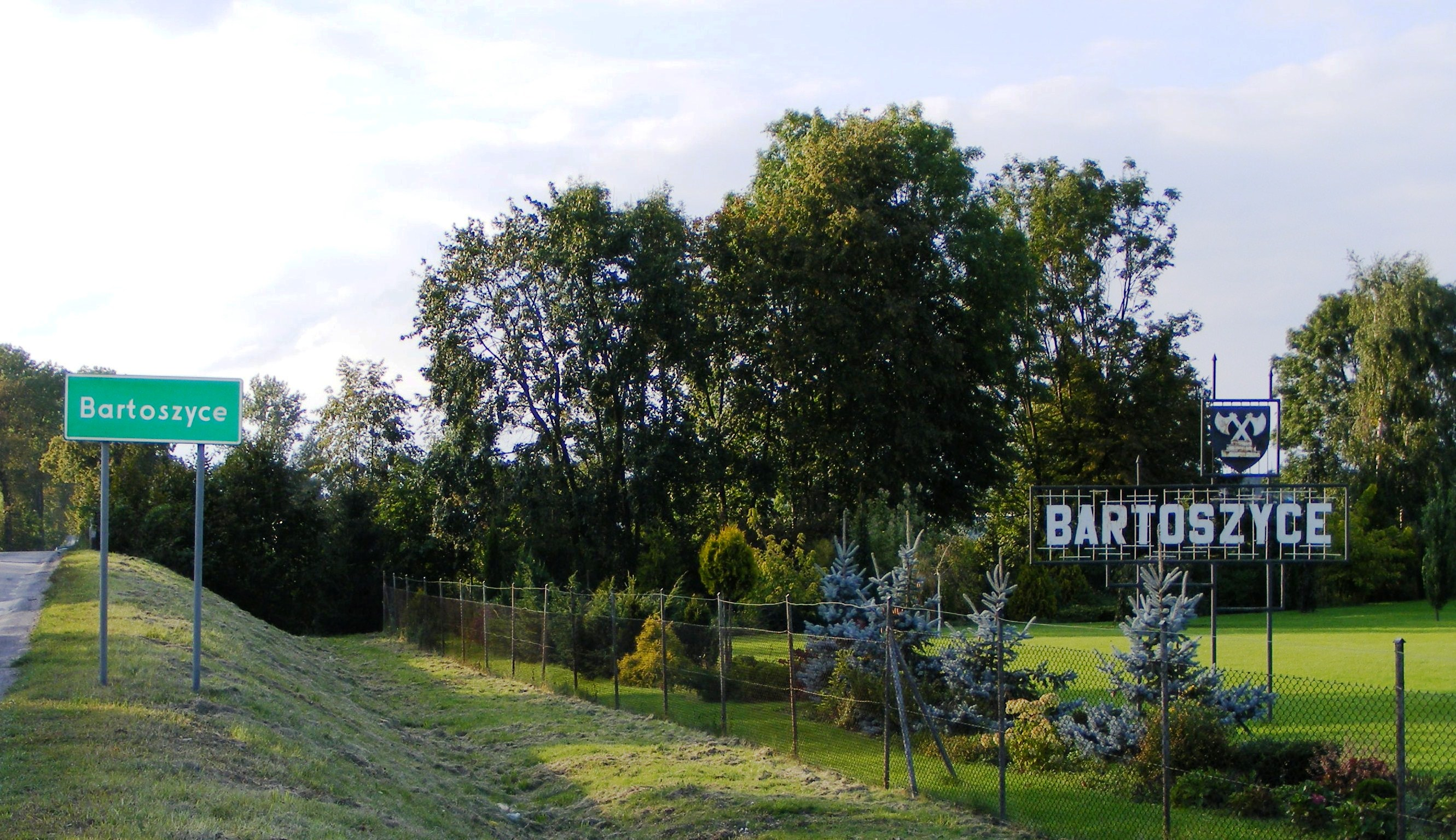
Uvítací cedule při příjezdu do města

## Památky
Bartoszyce mají celkem 76 chráněných a zapsaných památek v národním registru a 3 archeologické památky. Mezi ty nejcennější patří:
- Staré město Bartoszyce ze 14. století s dokonale zachovaným urbanistickým uspořádáním
- Lidžbarská brána z roku 1468. Dokonale zachovalý fragment obranných hradeb města s velkou podobností s okolními vesnickými kostely

- Sýpky z přelomu 18. a 19. století
- Kostel sv. Jana Evangelisty a Panny Marie Čenstochovské, gotická stavba z 2. poloviny 14. století, která byla mnohokrát přestavována, mj. v roce 1678, věž z roku 1732
- Kostel sv. Jana Křtitele z 15. století
- Kostel sv. Bruna – byl postaven v letech 1882–1883 jako první katolický chrám v Bartoszycích od reformace[8]

## Hospodářství
Po transformacích v roce 1989 a krizi obchodu s republikami bývalého Sovětského svazu byl uzavřen železniční hraniční přechod v nedalekém Głomnu. Hospodářský rozvoj města dnes souvisí s jeho polohou v blízkosti hraničního přechodu a státní silnice č. 51 a také s rozvinutou turistickou vybaveností. Ve městě je také pobočka speciální ekonomické zóny Warmia a Mazury. Bartoszycím je již několik let udělován titul "Komuna Fair Play", který je obcím udělován za vysokou kvalitu investičních služeb.
Největšími výrobními závody ve městě jsou firmy z nábytkářského, dřevozpracujícího a oděvního průmyslu. Patří mezi ně MM International (výroba nábytku), Mazur-Look International (výroba nábytku), Przedsiębiorstwo Produkcyjne Infinity Group (výroba oděvů), Stalmot (výroba nábytkového kování) a výrobní a obchodní společnost Morena (výroba oděvů).

## Partnerská města
Bartoszyce přikládají velký význam kontaktům a výměně zkušeností se zahraničními partnery. Mezi partnerská města navíc patří polské město Mława, se kterým Bartoszyce podepsaly smlouvu o navázání vztahů jako s prvním městem. Mimoto byly podepsány dohody s těmity městy:
- Bartenstein, Německo
- Berezne, Ukrajina
- Emmaboda, Švédsko
- Mława, Polsko
- Nienburg, Německo
- Orany, Litva